# Opius interjectus
Opius interjectus är en stekelart som beskrevs av Fischer 1965. Opius interjectus ingår i släktet Opius och familjen bracksteklar. Inga underarter finns listade i Catalogue of Life.